# Ladevèze-Rivière
Ladevèze-Rivière é uma comuna francesa na região administrativa de Occitânia, no departamento de Gers. Estende-se por uma área de 13,54 km². Em 2010 a comuna tinha 222 habitantes (densidade: 16,4 hab./km²).